# Hidroterskita
La hidroterskita és un mineral de la classe dels silicats. Rep el seu nom degut a la seva relació amb la terskita.

## Característiques
La hidroterskita és un silicat de fórmula química Na₂ZrSi₆O₁₂(OH)₆. Cristal·litza en el sistema ortoròmbic en cristalls curts prismàtics, de fins a 3 mm d'amplada, limitats pel prismes {100}, {010} i {001}. Els cristalls són translúcids, de color gris clar; el color de la seva ratlla és blanc i la seva lluïssor és vítria.

## Cristal·lografia
Els cations de sodi (Na+) ocupen dos llocs diferents, ambdós amb coordinació vuit: [Na¹O₆(OH)₂] és un poliedre hexagonal dipiramidal, mentre que [Na²O₆(OH)₂] és una piràmide pentagonal bifurcada. Els atoms de zirconi tenen coordinació octaèdrica. El silici, en coordinació tetraèdrica amb els oxigens, forma cadenes espirals paral·leles a l'eix c. Aquestes cadenes estan entrecreuades amb els octaedres [ZrO₆] i els poliedres [NaO₈], compartint les arestes.

## Formació i jaciments
La hidroterskita ha estat trobada a la seva localitat tipus i també a l'indret proper del mont Saint-Hilaire, a la Vallée-du-Richelieu RCM (Quebec, Canadà).